# Pourquoi je me suis marié ?
Série
Pourquoi je me suis marié aussi ?
(2010)
Pour plus de détails, voir Fiche technique et Distribution.
Pourquoi je me suis marié ? (Why Did I Get Married?) est un film américain réalisé par Tyler Perry, sorti en 2007.

## Synopsis
Alors, que chaque hiver, un couple part en vacances avec leurs amis, l'un d'eux vient avec une fille ne laissant pas indifférent les maris. Bientôt, la zizanie…

## Fiche technique
Source principale de la fiche technique :
- Titre : Pourquoi je me suis marié ?
- Titre original : Why Did I Get Married?
- Réalisation : Tyler Perry
- Scénario : Tyler Perry, adapté de la pièce de théâtre Why Did I Get Married? (en) de Tyler Perry
- Direction artistique : Lauren Fitzsimmons
- Musique : Aaron Zigman[2]
- Décors :
- Costumes : Keith G. Lewis
- Photographie : Toyomichi Kurita
- Son :
- Montage : Maysie Hoy
- Production : Reuben Cannon et Tyler Perry
  - Coproduction : Roger M. Bobb et Joseph P. Genier
- Société de production : Lions Gate Film, The Tyler Perry Company, Capital Arts Entertainment et Reuben Cannon Productions
- Distribution :
  -  États-Unis : Lions Gate Film
  -  France : Metropolitan Filmexport (en DVD, non distribué en salles en France)
- Budget : 15 millions de $US[3].
- Pays de production :  États-Unis
- Format : Couleur - Son : Dolby Digital, DTS, SDDS - 1,85:1 - Format 35 mm
- Genre : Comédie dramatique
- Durée : 113 minutes
- Dates de sortie :
  - États-Unis : 12 octobre 2007
  - France : non distribué au cinéma, 24 avril 2012 en DVD
  - Suisse romande : non distribué au cinéma
  - Belgique : 24 avril 2012 en DVD[4]
- Interdictions : PG-13 aux  États-Unis[5]

## Distribution
Source principale de la distribution :
- Tyler Perry  (VF : Gilles Morvan) : Terry
- Sharon Leal  (VF : Annie Milon) : Diane
- Janet Jackson  (VF : Juliette Degenne) : Patricia
- Malik Yoba  (VF : Thierry Desroses) : Gavin
- Jill Scott  (VF : Véronique Alycia) : Sheila
- Richard T. Jones  (VF : Jean-Paul Pitolin) : Mike
- Tasha Smith (en)  (VF : Déborah Perret) : Angela
- Michael Jai White  (VF : Daniel Lobé) : Marcus
- Denise Boutte  (VF : Nathalie Karsenti) : Trina
- Lamman Rucker  (VF : Frantz Confiac) : Shérif Troy
- Keesha Sharp : Pam
- Kaira Akita : Keisha
- Sheri Mann Stewart : Professeur Stewart
- Brian Bremer : Jay

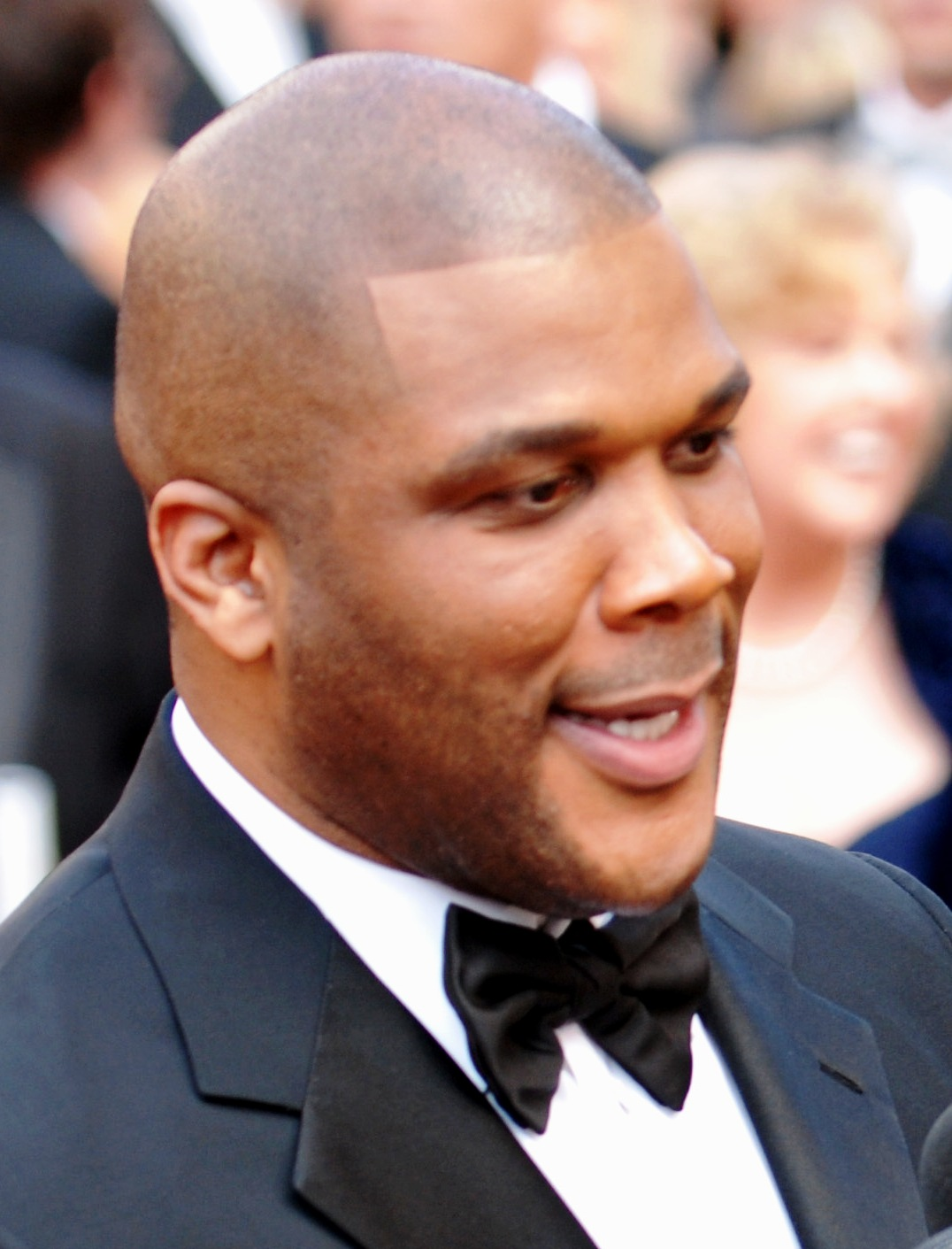
Tyler Perry joue Terry
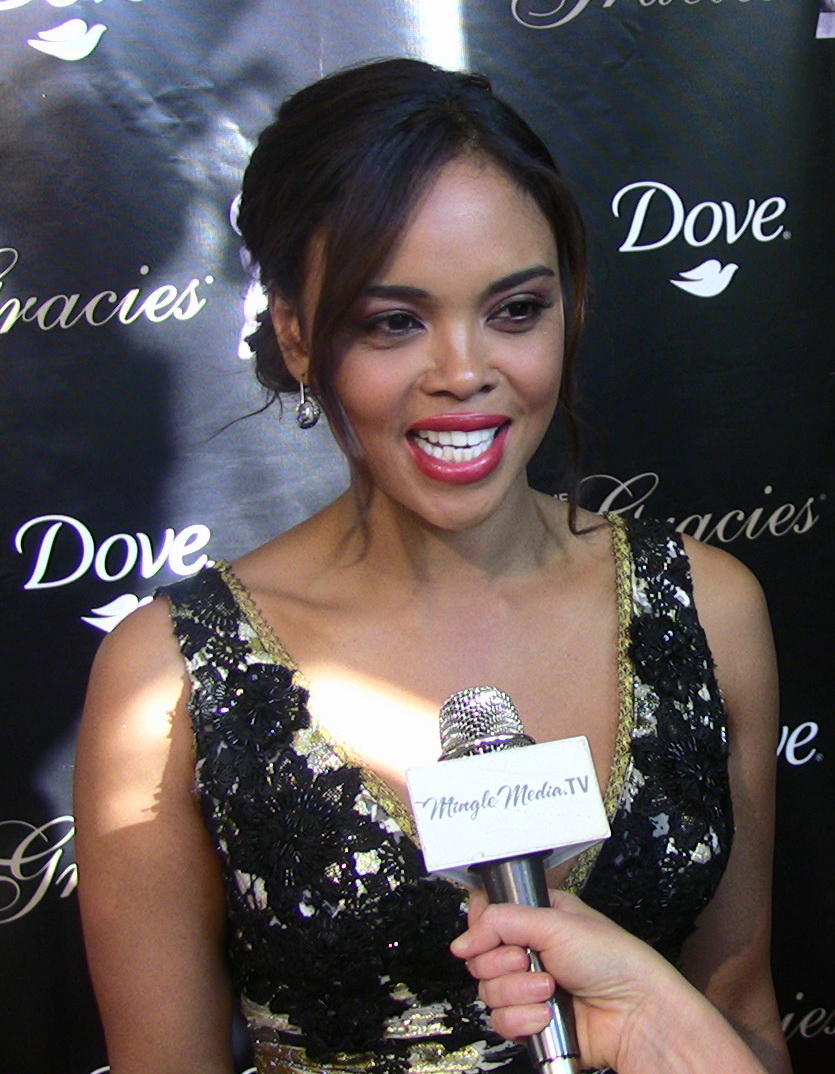
Sharon Leal joue Diane
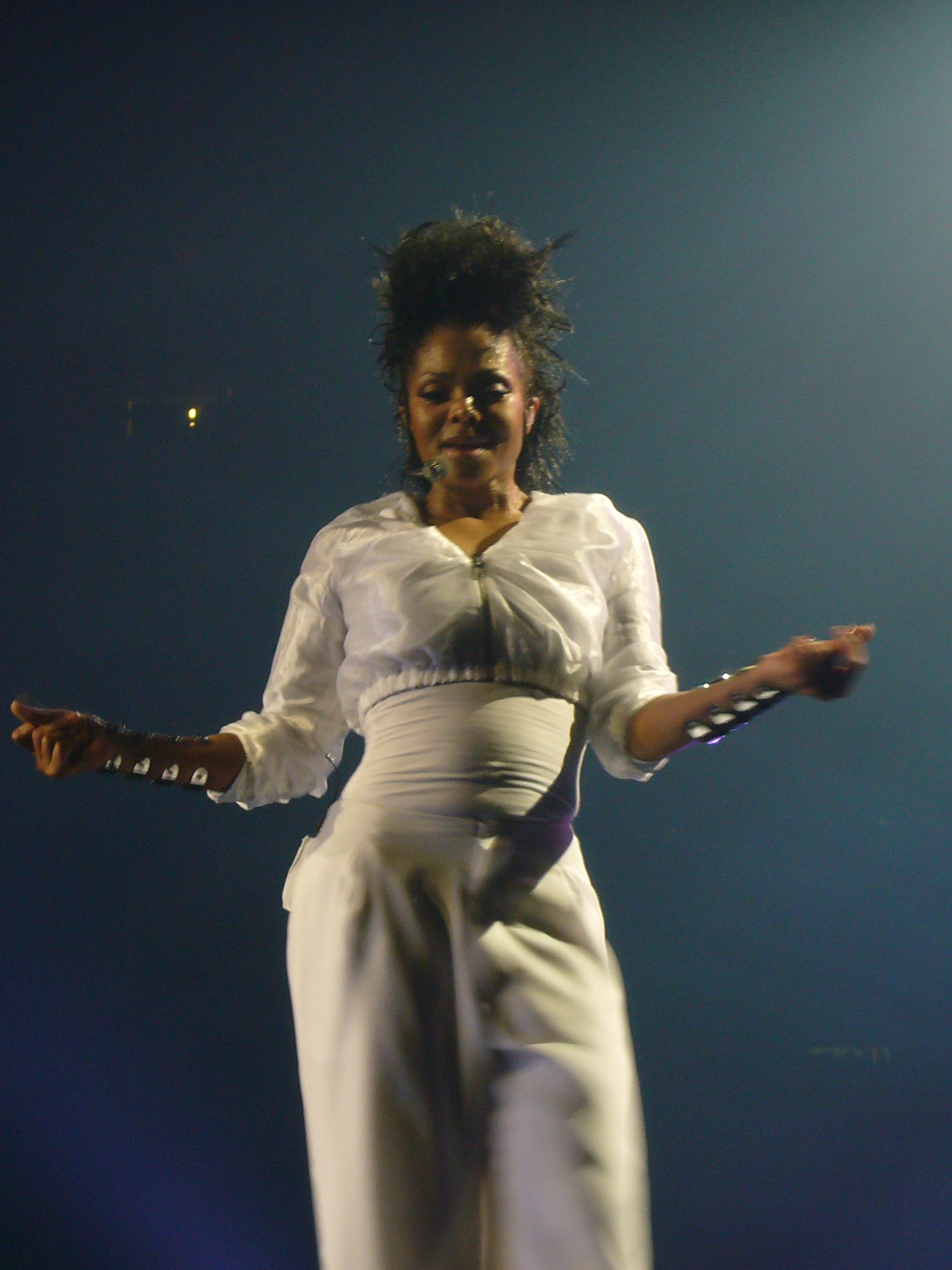
Janet Jackson joue Patricia
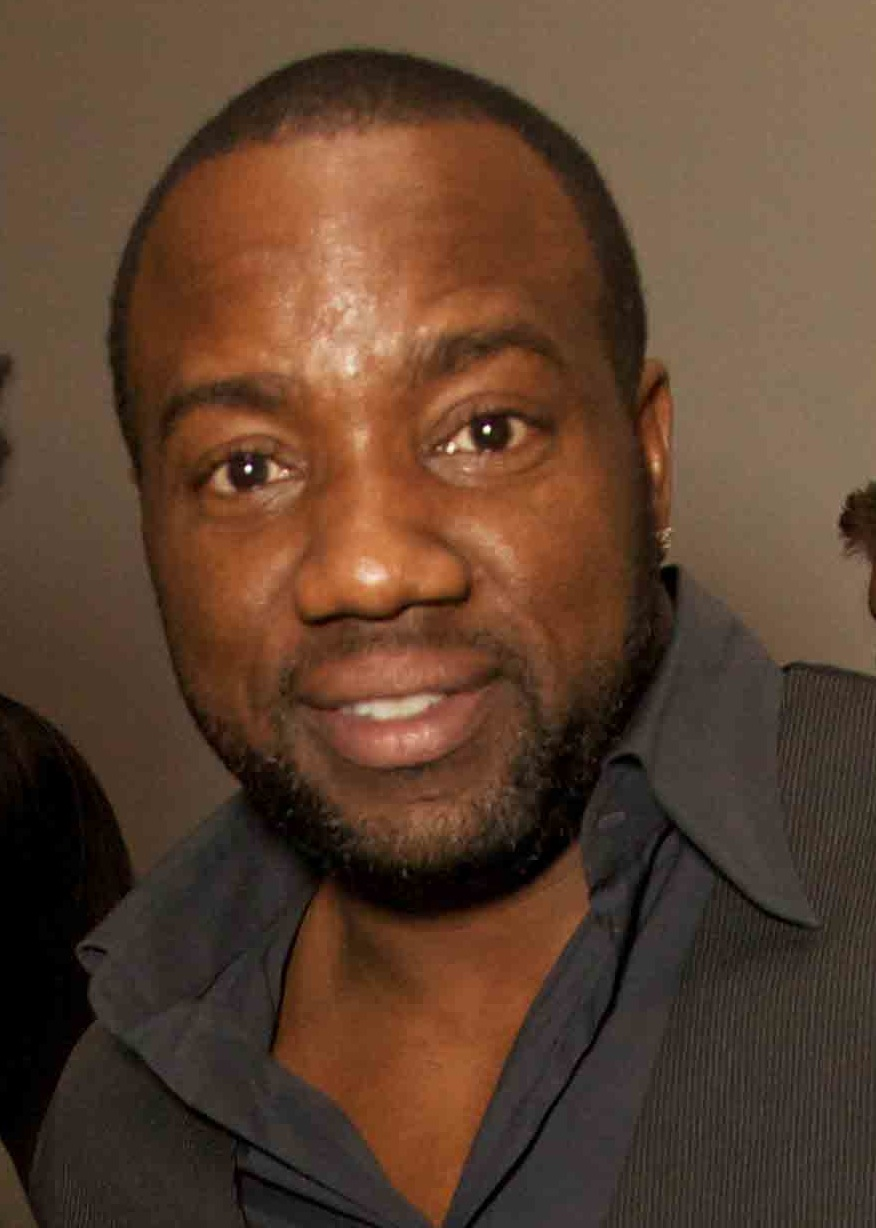
Malik Yoba joue Gavin
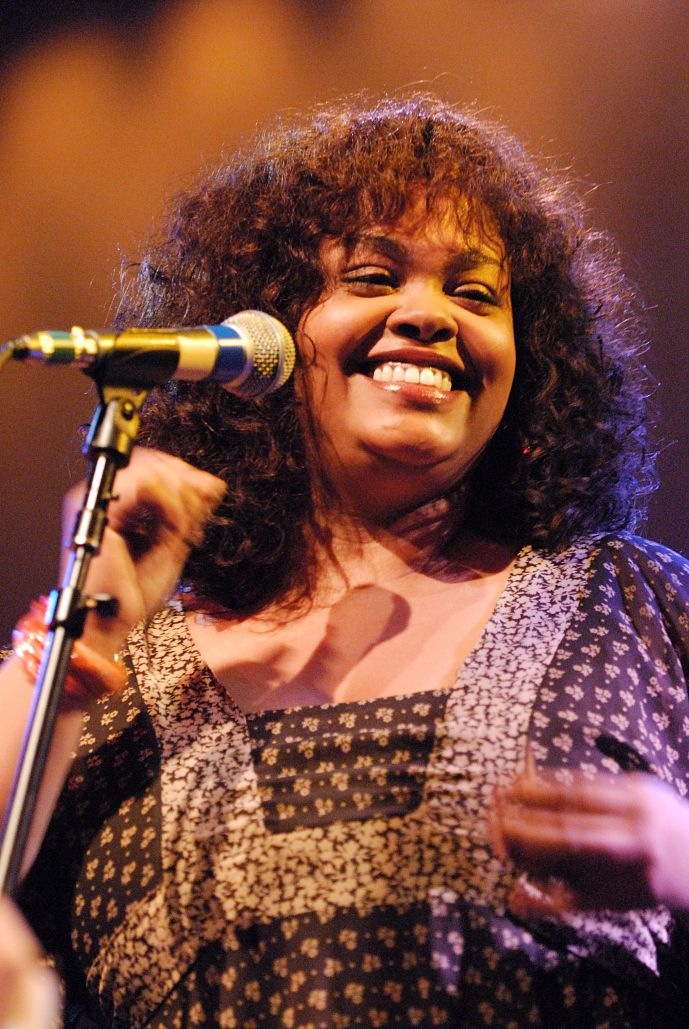
Jill Scott joue Sheila
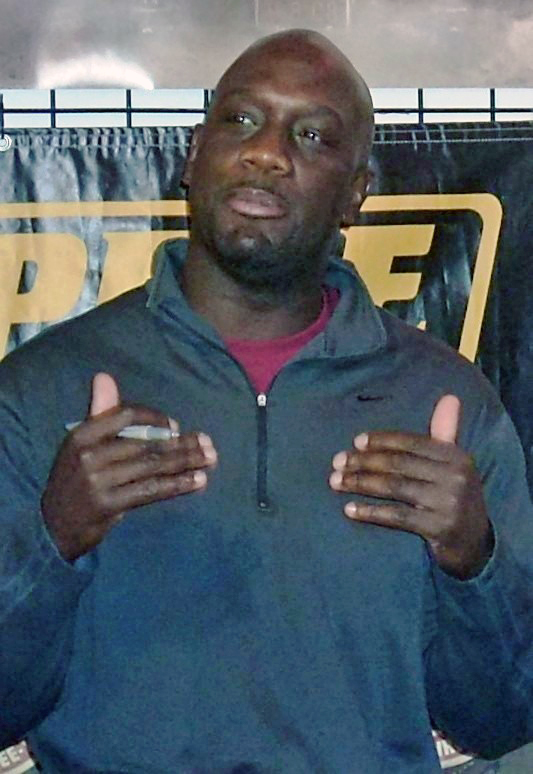
Richard T. Jones joue Mike
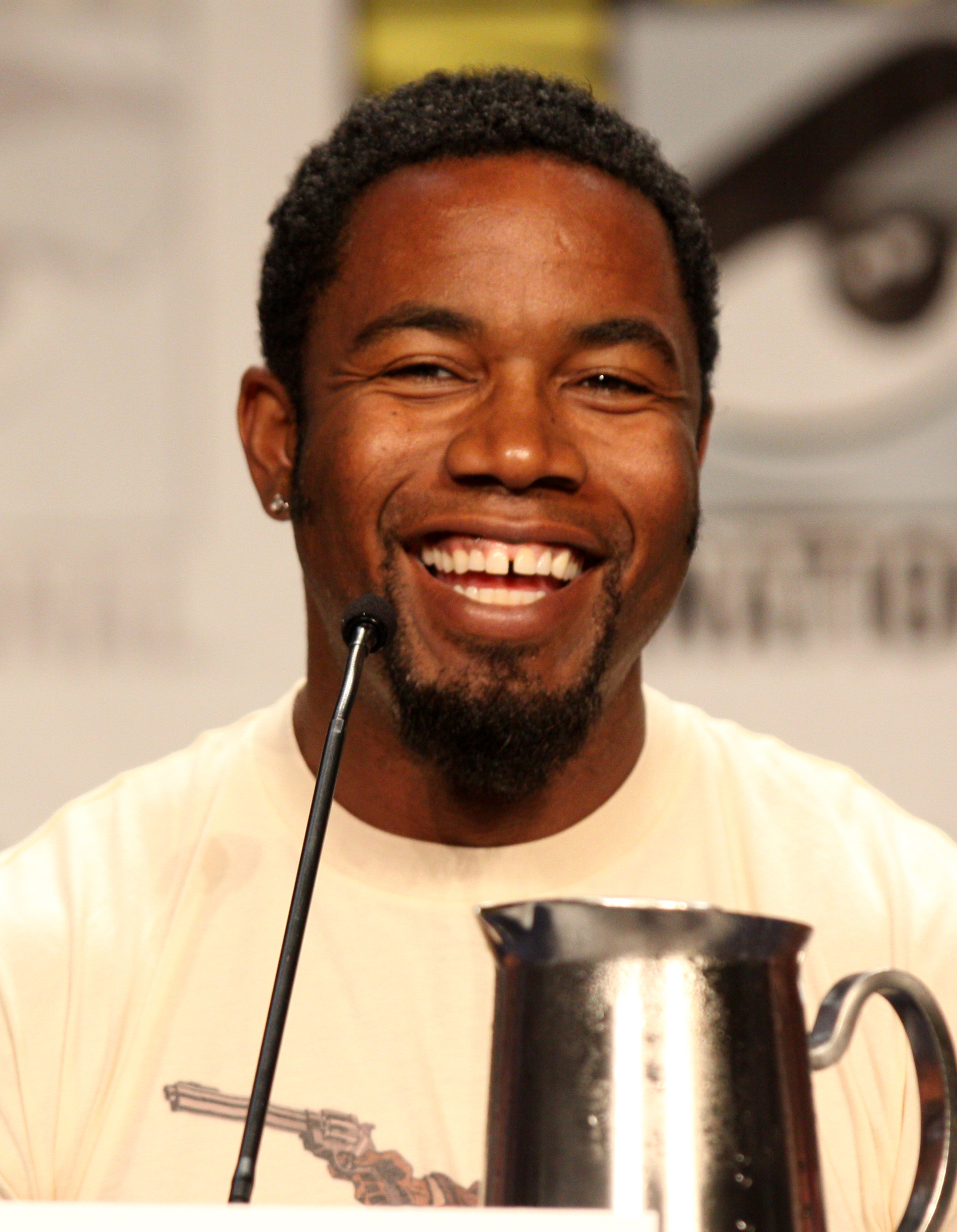
Michael Jai White joue Marcus

## Bande originale du film
La bande originale du film The Motion Picture Tyler Perry's Why Did I Get Married est sortie le 1er octobre 2007 aux États-Unis sous le label Atlantic Records, se plaçant respectivement 6e, 7e et 51e des classements Soundtracks, R&B/Hip-Hop albums et Billboard 200.

### Liste des pistes
| No  | Titre                       | Auteur                                                                             | Voix                           | Durée |
| --- | --------------------------- | ---------------------------------------------------------------------------------- | ------------------------------ | ----- |
| 1.  | Love U Better               | Dave Brown (en) et Keith Sweat,                                                    | Keith Sweat feat. Keyshia Cole | 4:37  |
| 2.  | Sorry for the Stupid Things | Babyface et Daryl Simmons (en),                                                    | Babyface feat. Keyshia Cole    | 4:14  |
| 3.  | You Belong To Me            | Carly Simon et Michael McDonald,                                                   | Anita Baker                    | 4:42  |
| 4.  | Why                         | HR Crump et Kelly Price,                                                           | Kelly Price                    | 4:57  |
| 5.  | DJ Don't Remix              | Eddie Levert Sr., Edwin "Tony" Nicholas, Gerald Levert,                            | Gerald Levert featuring Jaheim | 3:44  |
| 6.  | Betterman                   | Kelvin Wooden, Musiq Soulchild, Robert Ozuna, Raphael Saadiq,                      | Musiq Soulchild                | 4:40  |
| 7.  | One                         | Damon Thomas, Durrell "Tank" Babbs, Erik Griggs, Harvey Mason, Jr., Steve Russell, | Tyrese Gibson                  | 3:45  |
| 8.  | Who Am I to Say             | Hope Shorter,                                                                      | Hope Shorter                   | 3:49  |
| 9.  | Flaws and All               | Beyoncé Knowles, Solange Knowles, S. Taylor, S. Smith,                             | Beyoncé Knowles                | 4:10  |
| 10. | Mmm…                        | Laura Izibor,                                                                      | Laura Izibor                   | 3:27  |
| 11. | No One Else                 | Amel Larrieux, Guesly Laru Larrieux,                                               | Amel Larrieux                  | 3:25  |
| 12. | Why Did I Get Married       | Darin Whittington, Herb Magwood, Tamika Scott, Darnell Winston,                    | Tamika Scott                   | 3:30  |
| 13. | LOVE                        | Bert Kaempfert, Milt Gabler,                                                       | Michael Bublé                  | 2:51  |
| 14. | Givin' Up                   | Clyde Wilson, Herbert Ross,                                                        | Jennifer Holliday              | 8:23  |

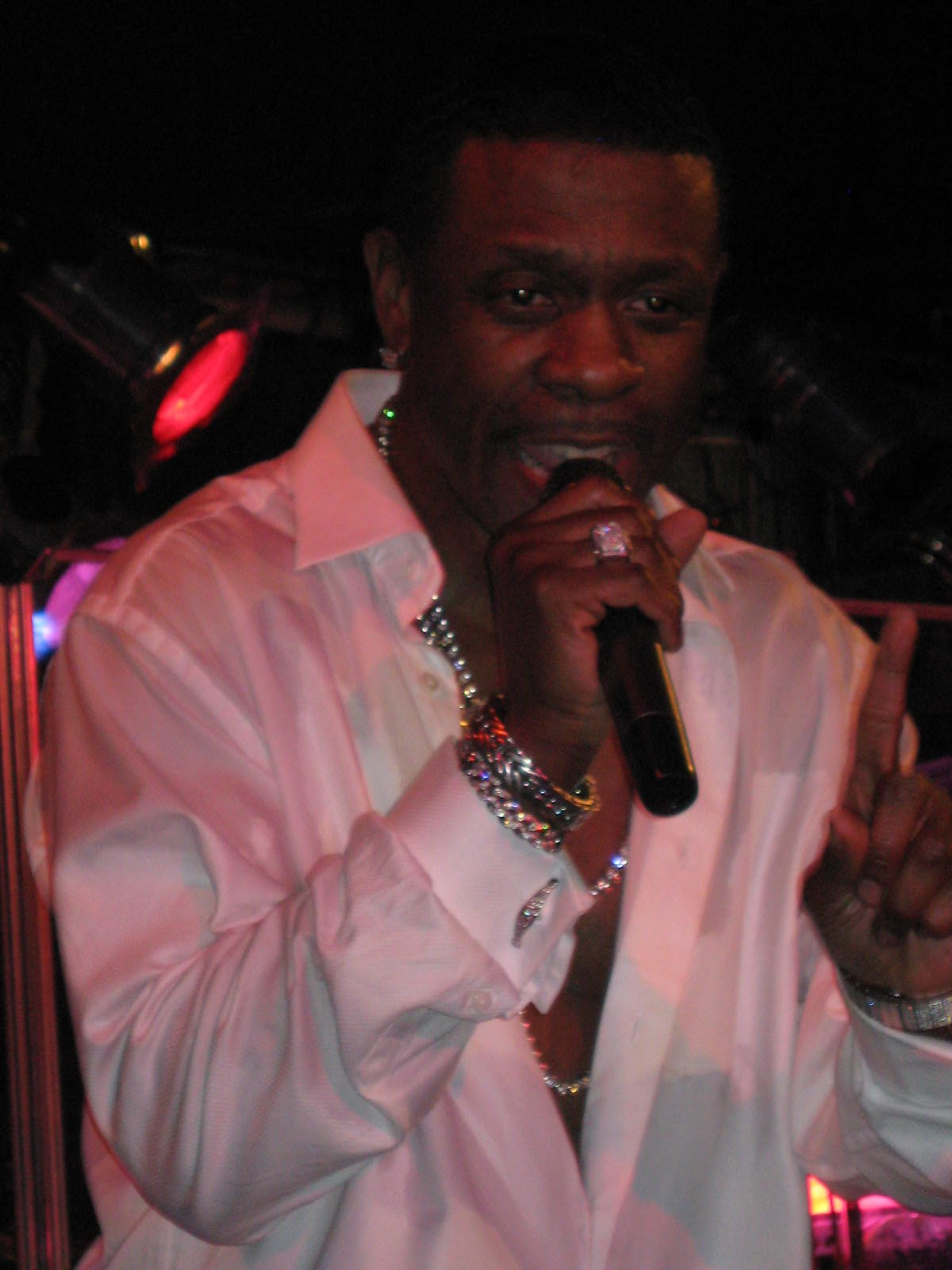
Keith Sweat
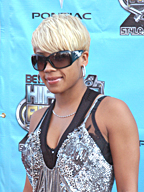
Keyshia Cole
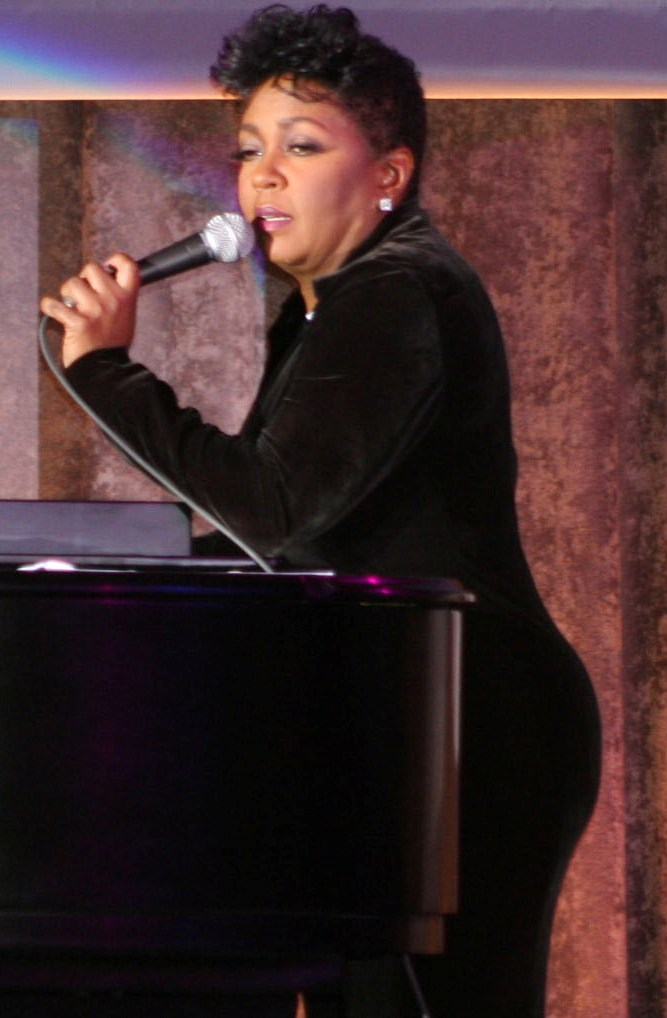
Anita Baker
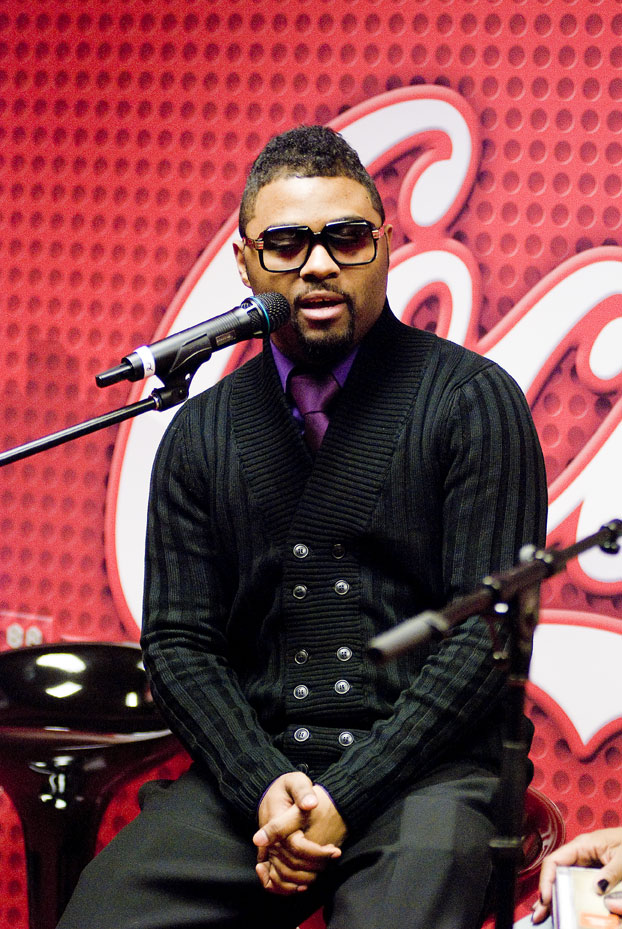
Musiq Soulchild
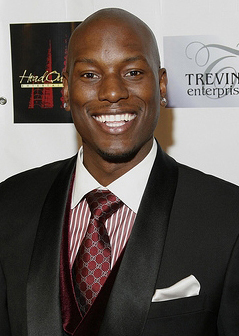
Tyrese Gibson
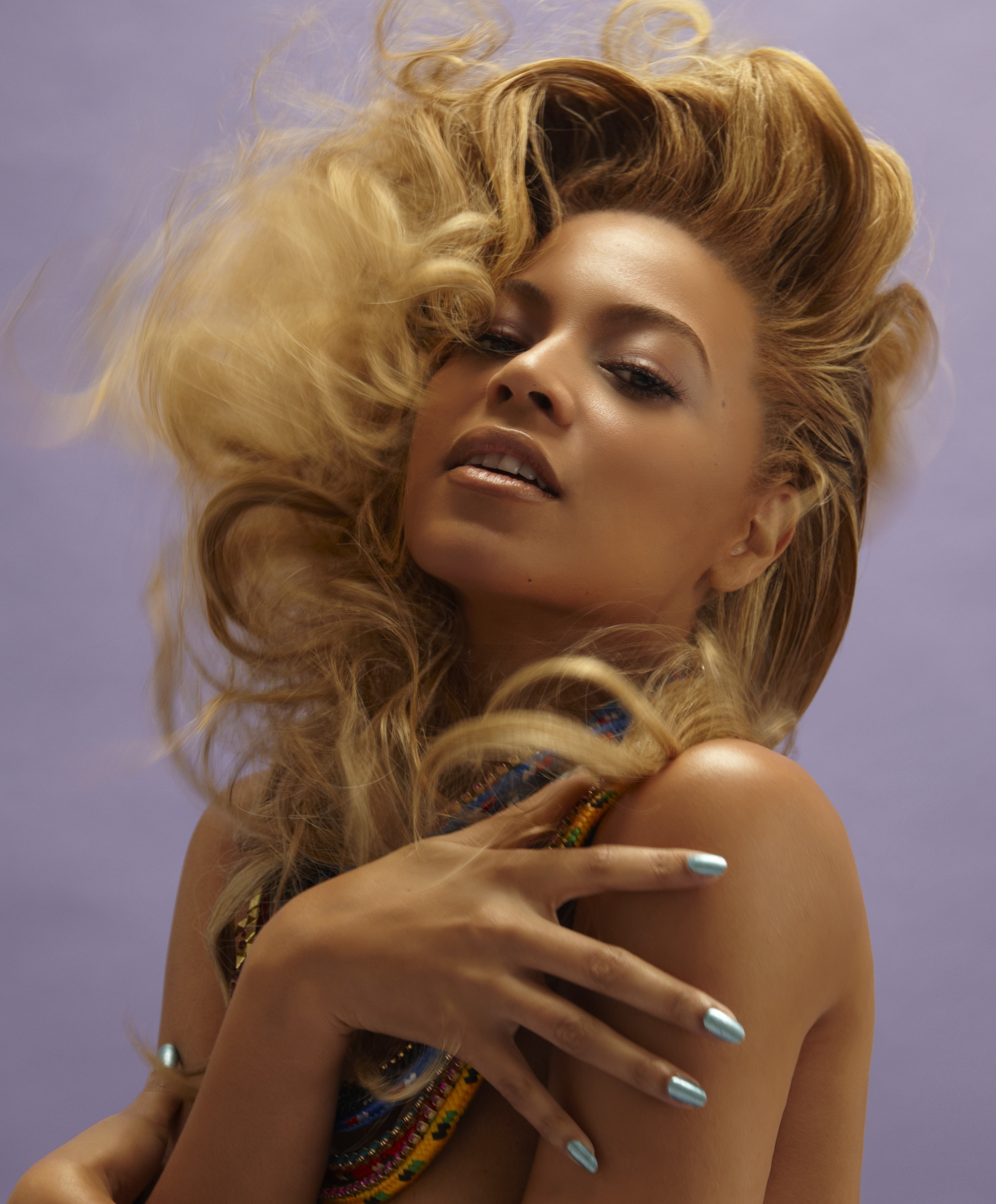
Beyoncé Knowles
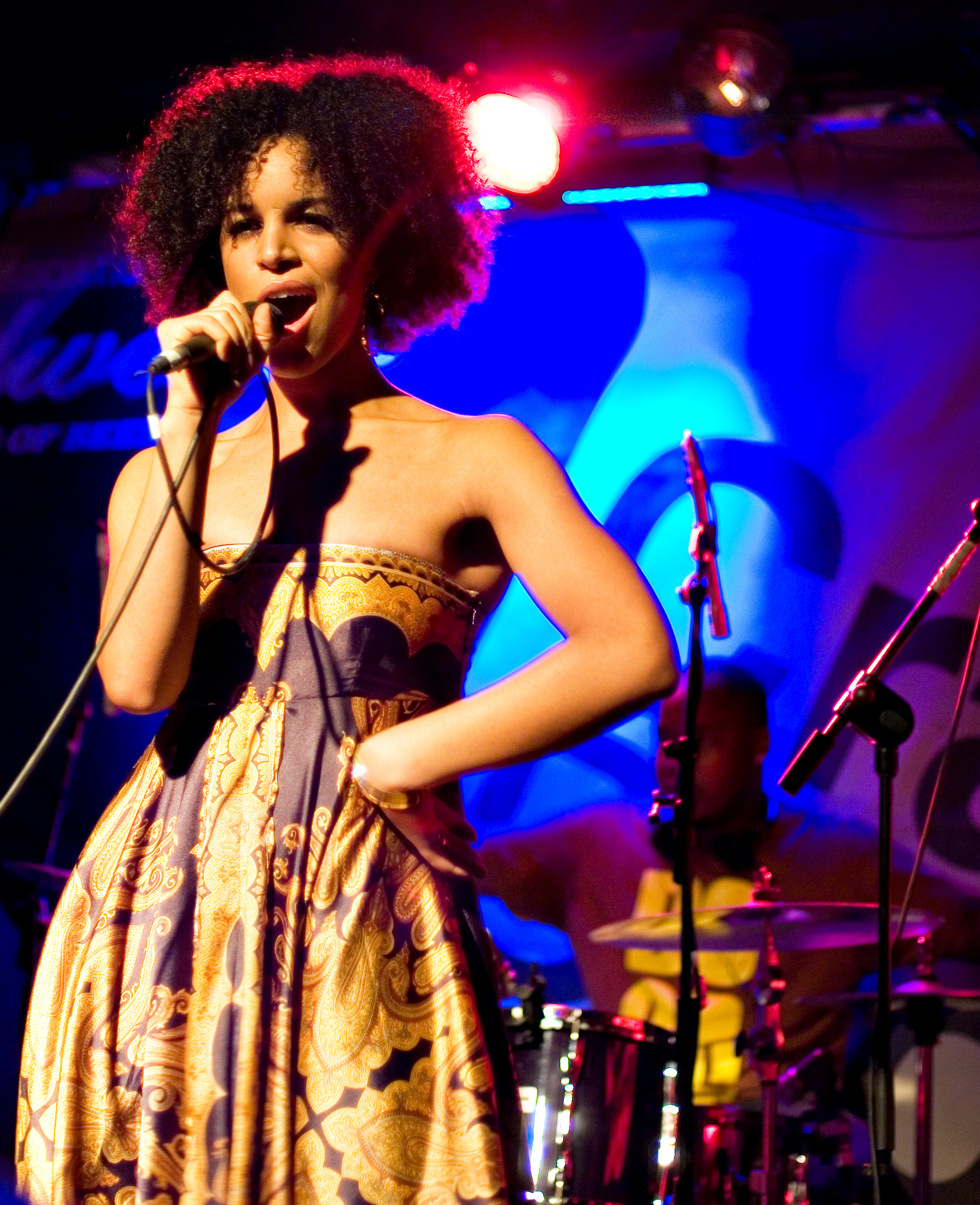
Laura Izibor
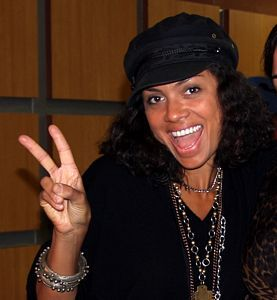
Amel Larrieux
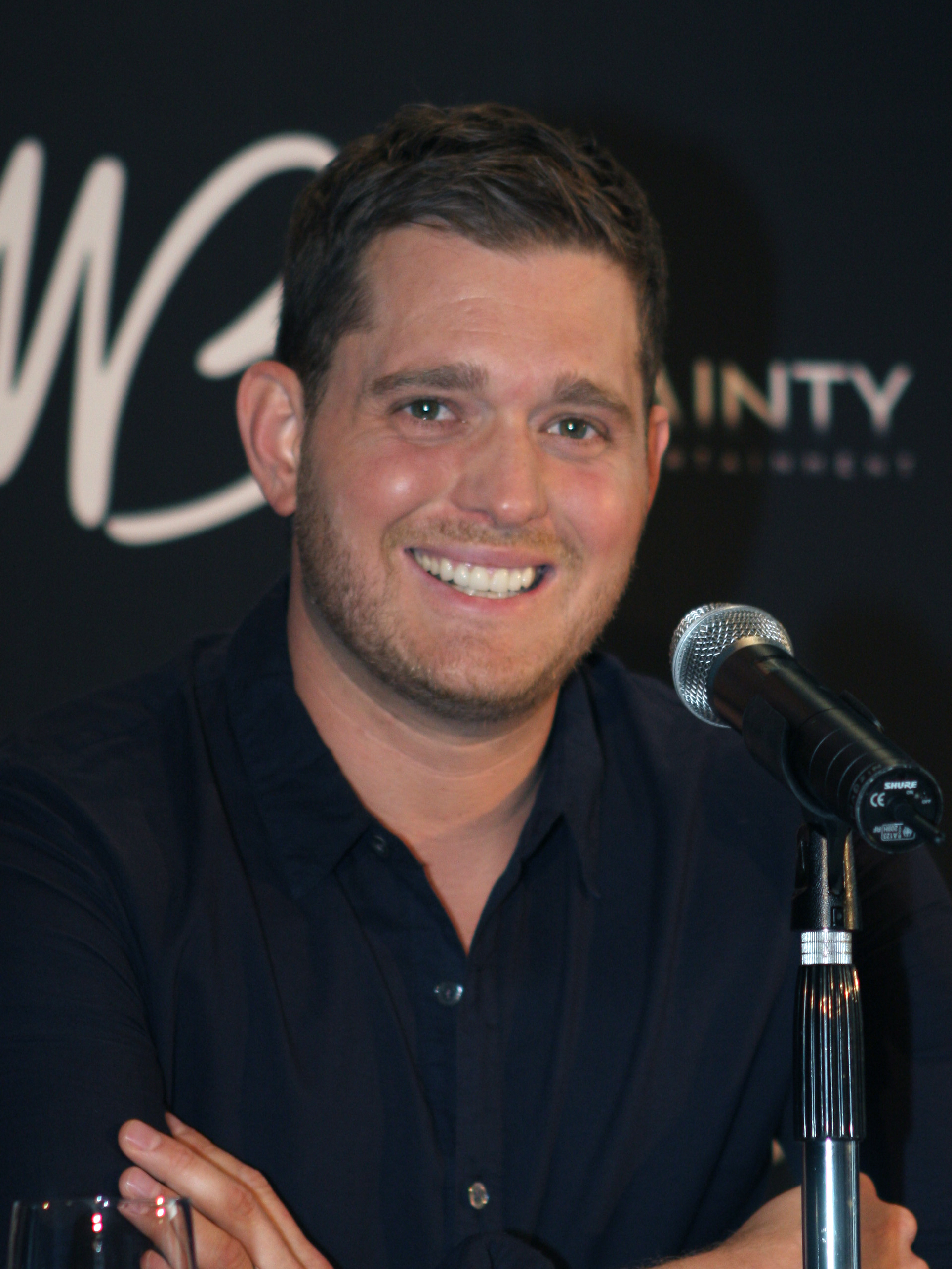
Michael Bublé

## Distinctions
Source principale des distinctions :

### Récompense
- 2008 : NAACP Image Award du meilleur second rôle féminin pour Janet Jackson

### Nominations
- 2008 : NAACP Image Award de la meilleure actrice pour Jill Scott
- 2008 : NAACP Image Award du meilleur film
- 2008 : NAACP Image Award du meilleur second rôle masculin pour Tyler Perry
- 2008 : BET Award de la meilleure actrice pour Jill Scott

## Box-office
| Pays ou région     | Box-office   | Date d'arrêt du box-office | Nombre de semaines |
| ------------------ | ------------ | -------------------------- | ------------------ |
| Mondial            | 55 862 886 $ | 11 février 2008            | 16                 |
| États-Unis, Canada | 55 204 525 $ | 13 décembre 2007           | 9                  |

## Suite du film
Une suite de ce film est sortie en 2010 sous le titre Pourquoi je me suis marié aussi ? (Why Did I Get Married Too?), réalisé par Tyler Perry.